# Caiga quien caiga (Espanya)
Caiga quien caiga (CQC) va ser un programa de televisió espanyol, basat en el format argentí del mateix nom creat per Mario Pergolini amb la seva productora 4K (Cuatro Cabezas). Originalment es va emetre a Telecinco, on va tenir dues etapes, entre 1996 i 2002 i entre 2005 i 2008. El 14 de maig del mateix any va començar una nova etapa a La Sexta i després de la seva cancel·lació va ser adquirit per Cuatro per a emetre'l el 2010. El juliol de 2010 Cuatro va cancel·lar l'espai a causa de les seves discretes dades d'audiència i el seu elevat cost econòmic, cosa que va suposar el comiat definitiu del format de la televisió espanyola.

## Concepte
Cada setmana, des d'un estudi en viu i directe, un trio de conductors presenta diferents notes per a mostrar la realitat d'una forma molt diferent a la que els noticiaris tradicionals acostumen. Els seus reporters entrevisten per igual a polítics, civils o estrelles de cinema, fent les preguntes menys convenients i més incòmodes, provocant en les celebritats les reaccions més inesperades.

## Primera etapa (1996-2002)
En la seva primera etapa a Espanya, el conductor era El Gran Wyoming, juntament amb Javier Martín i Juanjo de la Iglesia. De els seus reporters, alguns ja tenien fama reconeguda com Pablo Carbonell, mentre que per a uns altres va suposar el llançament de les seves carreres, com l'esmentat Javier Martín o Arturo Valls -incorporat anys després del començament de l'emissió-. L'elenc de reporters es completava amb Tonino, Mario Caballero i Sergio Pazos. El programa era amenitzat en aquesta època pel conjunt musical del Maestro Reverendo, habitual col·laborador de Wyoming.
Al principi el programa va tenir un seguiment reduït per l'audiència i es va moure sovint en la graella.
El programa va començar el seu èxit després d'un programa nadalenc en el qual van lliurar les ulleres al rei Joan Carles I, cosa que va suposar el seu rellançament. En aquesta època (anys 1997 i 1998), els polítics espanyols acceptaven aquestes ulleres com una marca per a estar "de moda". L'ascens va arribar al punt que el president Aznar els va convidar a un menjar al Palau de la Moncloa, seu de la presidència del Govern.
Seccions com el "Curso de ética periodística" o "Las peores noticias" tenien bastant èxit. Malgrat mantenir una audiència elevada i els nombrosos guardons atorgats al programa i al seu presentador, Telecinco va decidir sobtadament deixar d'emetre el programa a la fi de 2002. Es va dir que les fortes crítiques que des del programa es feien al govern del Partido Popular, a la figura d'Ana Botella (l'esposa del president del govern José María Aznar, 1996-2004), i al propietari de Telecinco (Silvio Berlusconi) van ser el detonant; tanmateix això va ser desmentit pels mateixos reporters, temps després del tancament, en diverses entrevistes afirmant que el programa va efectuar bromes més pesades durant la seva història.

## Segona etapa (2005-2008)

### Primera temporada
En gener de 2005, el programa va tornar a la graella de Telecinco, aquesta vegada conduït per Manel Fuentes, Arturo Valls, Eduardo Aldán i Deborah Ombres com primera dona de l'equip. La primera temporada va acabar amb l'emissió del programa del 20 de maig de 2005. Els bons resultats d'audiència van fer que el programa renovés contracte amb la cadena.

### Segona temporada
El 23 de setembre de 2005 va tornar el programa. En 2006, el programa estava presentat en el plató per Arturo Valls, Manel Fuentes i Juanra Bonet; amb Toni Garrido, Gonzo i Christian Gálvez com a reporters de carrer (tasca en la qual també col·laboren Arturo Valls, només fins a la meitat de la 2a temporada, i Juanra Bonet). És en aquesta etapa quan més èxit aconsegueix el programa, i fou líder en audiència pràcticament tots els divendres. Acaba el 21 de juliol de 2006
Les més conegudes seccions que es van afegir en aquesta temporada van ser:
- El CQTest: personatges famosos contesten un 'test d'intel·ligència', constant de cinc preguntes (la majoria amb parany) i 300 segons de temps. Cada error és un minut menys en el rellotge. Finalment, la puntuació serà el que reflecteixi el cronòmetre (300 segons, descomptant el temps emprat a contestar i penalitzacions). Al final de la tercera temporada, es va elaborar un rànquing, i es va lliurar un premi al guanyador, Carme Chaparro, presentadora d'informatius de la cadena, per davant del director d'informatius, Pedro Piqueras. Ho presentava Christian Gálvez al principi, i Eugeni Alemany en la tercera temporada.
- Cucarachas: unes animacions virtuals reparteixen 'medalles' a les celebritats que hagin dit o fet una cosa ridícula. Sempre es va jugar amb l'aversió de Arturo Valls cap a elles, i la contrària estima de Juanra Bonet.
- Quién dijo qué: Manel Fuentes recita una frase, i els seus dos companys tracten d'encertar qui ho va dir. Normalment, solia ser un peu per a un vídeo o publicitat.
- Top Five de la Televisión: un repàs a les cinc millors i més gracioses imatges vistes en televisió "mundial", segons deia el presentador.
- En este instante...: just abans d'anar a publicitat, Manel Fuentes es feia una pregunta sobre què estaria passant o què estaria fent algú "en aquest instant", al que els altres dos presentadors sempre responien a l'uníson "¡Eh qué buena pregunta Manel!".
- ¡Proteste ya!: Gonzo és l'encarregat d'acudir a la trucada d'un poble o un grup de gent, que ha manat un correu electrònic al programa per a resoldre un conflicte, gairebé sempre amb l'ajuntament. Va ser una secció molt reeixida, i moltes vegades s'aconseguien promeses per a millorar la situació, encara que no sempre es complien.
- Palabras cruzadas: una ronda de preguntes paral·leles a dos personatges coneguts.

### Tercera temporada
El 6 d'octubre de 2006 va tornar CQC. En la seva tercera temporada, els presentadors del plató són els mateixos (Arturo Valls, Manel Fuentes i Juanra Bonet). Toni Garrido va ser substituït per Eugeni Alemany després d'uns pocs programes d'aquesta. També es va realitzar un càsting de reporters en el qual, va sortir com a nou reporter del programa Fran Rodríguez. Durant aquesta temporada, Christian Gálvez va deixar el programa prop del final de temporada per a preparés per a presentar Pasapalabra, sent substituït per un nou reporter: Castelo. Eugeni s'encarregaria també de la secció de Christian Gálvez: "CQTest". Finalment la més recent incorporació de l'equip de reporters és Maldo. En general, l'audiència es manté, ja que el programa segueix la mateixa línia que passades temporades, malgrat els canvis de plantilla. La temporada acaba el 27 de juliol de 2007.

### Quarta temporada
En la seva quarta temporada, Arturo Valls és substituït en plató per Leandro Rivera; i, mantenint-se Manel Fuentes i Juanra Bonet com a presentadors. Un altre canvi va ser la franja horària, ja que va passar d'emetre's els divendres en prime time, als dimarts de matinada. Això va perjudicar molt a CQC, especialment tenint en compte que competia amb programes diaris com Buenafuente. El programa va ser cancel·lat a mitjan gener amb els pitjors índexs d'audiència de tota la seva història a Espanya (17% de share), encara que hi havia contracte amb la productora per a una temporada més.

## Etapa en La Sexta (2008)
El març de 2008 es va anunciar que la productora Mediapro, accionista majoritària de La Sexta, va comprar els drets d'emissió de CQC a Mediaset (Telecinco). Al principi sol es tenien notícies de Juanra, que va continuar sent un dels conductors i reporter, Maldo, que va continuar participant com a reporter, i d'Eugeni, que es va quedar en Telecinco. El començament de les emissions es va efectuar el dimecres 14 de maig en un horari de prime time (22.00). Toni Garrido va tornar a CQC com un dels conductors, es va incorporar Frank Blanco com a conductor principal, i es van incorporar Miguel Martín i Niño i Fox com a reporters.
El 23 de desembre de 2008 es va anunciar la cancel·lació del programa en La Sexta a causa dels mals resultats d'audiència obtinguts en les 17 emissions del programa en la cadena. Així, la cadena va emetre el dia 29 de desembre l'últim programa amb els millors moments de la seva etapa en La Sexta.

## Etapa a Cuatro (2010)
En 2010 Cuatro va decidir recuperar el mític Caiga quién caiga, encara que amb una variació molt significativa. Aquesta nova etapa del programa va ser conduïda per un trio de dones i no d'homes com ha ocorregut en totes i cadascuna de les seves etapes anteriors. Aquestes tres dones van ser Ana Milán, Silvia Abril i Tània Sàrrias.
Després de l'últim programa de la temporada emès el 25 de juliol de 2010, el futur de Caiga quien caiga estava en l'aire a causa de la seva irregular trajectòria d'audiència. Finalment, el programa no va renovar a causa de les discretes dades d'audiència i el seu elevat cost econòmic.

## Membres
| Nom                  | Ocupació                                                   | Període               |
| -------------------- | ---------------------------------------------------------- | --------------------- |
| El Gran Wyoming      | Presentador principal                                      | 1996-2002             |
| Juanjo de la Iglesia | Presentador i reporter                                     | 1996-2002             |
| Maestro Reverendo    | Músic i col·laborador                                      | 1996-2002             |
| Mario Caballero      | Reporter                                                   | 1996-2002             |
| Pablo Carbonell      | Reporter                                                   | 1996-2002             |
| Javi Martín          | Presentador i reporter                                     | 1996-2002             |
| Sergio Pazos         | Reporter                                                   | 1996-2002             |
| Tonino               | Reporter                                                   | 1996-2002             |
| Arturo Valls         | Presentador (2005-2007) i reporter (1998-2002 i 2004-2006) | 1998-2002 i 2005-2007 |
| Eduardo Aldán        | Presentador i reporter                                     | 2005                  |
| Juanra Bonet         | Presentador i reporter                                     | 2005-2008             |
| Deborah Ombres       | Col·laboradora i reportera                                 | 2005                  |
| Manel Fuentes        | Presentador principal                                      | 2005-2008             |
| Christian Gálvez     | Reporter                                                   | 2005-2007             |
| Gonzo                | Reporter                                                   | 2005-2007             |
| Toni Garrido         | Presentador (2008) i reporter (2005-2006 i 2008)           | 2005-2006 i 2008      |
| Eugeni Alemany       | Reporter                                                   | 2006-2008             |
| Antonio Castelo      | Reporter                                                   | 2007-2008             |
| Maldo                | Reporter                                                   | 2007-2008             |
| Leo Rivera           | Presentador                                                | 2007-2008             |
| Frank Blanco         | Presentador principal                                      | 2008                  |
| Estíbaliz Gabilondo  | Reportera                                                  | 2008 i 2010           |
| Fox                  | Reporter                                                   | 2008                  |
| Miguel Martín        | Reporter                                                   | 2008 i 2010           |
| Daniel Niño          | Reporter                                                   | 2008                  |
| Ana Milán            | Presentadora principal                                     | 2010                  |
| Silvia Abril         | Presentadora                                               | 2010                  |
| Tània Sàrrias        | Presentadora                                               | 2010                  |
| Nacho García         | Reporter                                                   | 2010                  |
| Raúl Gómez           | Reporter                                                   | 2010                  |
| Irene Moreno         | Reportera                                                  | 2010                  |